# Campeonato Paulista 1968
In 1968 werd het 67ste Campeonato Paulista gespeeld voor clubs uit de Braziliaanse staat São Paulo. De competitie werd georganiseerd door de FPF en werd gespeeld van 28 januari tot 3 juli. Santos werd kampioen.
Palmeiras, dat een jaar eerder zowel de Taça Brasil als het Torneio Roberto Gomes Pedrosa gewonnen had, liet de Paulistão links liggen om zich te concentreren op de Copa Libertadores. De wedstrijden werden pas aan het einde van de competitie gespeeld waardoor Palmeiras nog tien keer moest aantreden terwijl voor vele andere clubs de competitie er begin juni al op zat. De club ontsnapte ternauwernood aan de degradatie en kwatongen beweren dat het 1-1 gelijkspel tegen Guarani op de voorlaatste speeldag afgesproken was tussen de clubs. Op de laatste speeldag won Palmeiras met 2-3 van Comercial waardoor deze laatste degradeerde. 

## Eindstand
| Plaats | Club                | Wed. | W  | G  | V  | Saldo | Ptn. |
| ------ | ------------------- | ---- | -- | -- | -- | ----- | ---- |
| 1.     | Santos              | 26   | 22 | 1  | 3  | 71:22 | 45   |
| 2.     | Corinthians         | 26   | 14 | 6  | 6  | 46:28 | 34   |
| 3.     | Ferroviária         | 26   | 11 | 8  | 7  | 42:31 | 30   |
| 4.     | Portuguesa          | 26   | 11 | 6  | 9  | 39:31 | 28   |
| 5.     | São Paulo           | 26   | 11 | 6  | 9  | 39:36 | 28   |
| 6.     | São Bento           | 26   | 11 | 5  | 10 | 40:44 | 27   |
| 7.     | XV de Piracicaba    | 26   | 9  | 6  | 11 | 36:36 | 24   |
| 8.     | Botafogo            | 26   | 6  | 11 | 9  | 31:39 | 23   |
| 9.     | Guarani             | 26   | 8  | 7  | 11 | 28:29 | 22   |
| 10.    | Portuguesa Santista | 26   | 10 | 2  | 14 | 31:51 | 22   |
| 11.    | Palmeiras           | 26   | 7  | 6  | 13 | 34:43 | 21   |
| 12.    | Juventus            | 26   | 8  | 4  | 14 | 29:39 | 20   |
| 13.    | América             | 26   | 8  | 4  | 14 | 31:43 | 20   |
| 14.    | Comercial           | 26   | 7  | 6  | 13 | 31:56 | 20   |

|  | Kampioen   |
|  | Degradatie |

### Kampioen
| Campeonato Paulista de 1968 |
| São Paulo                   |
| --------------------------- |
| SANTOS Kampioen (11° titel) |

## Topschutter
| Speler            | Speler | Goals | Club        |
| ----------------- | ------ | ----- | ----------- |
| Vlag van Brazilië | Téia   | 21    | Ferroviária |